# Shamo Quaye
Shamo Quaye (ur. 22 października 1971 w Temie, zm. 30 listopada 1997 w Akrze) – ghański piłkarz grający na pozycji pomocnika. W swojej karierze rozegrał 7 meczów w reprezentacji Ghany.

## Kariera klubowa
Swoją karierę piłkarską Quaye rozpoczął w klubie Hearts of Oak. W 1987 roku zadebiutował w jego barwach w ghańskiej Premier League. W sezonie 1989/1990 wywalczył mistrzostwo Ghany. Wraz z Hearts of Oak zdobył też trzy Puchary Ghany w latach 1989, 1990 i 1994.
W 1993 roku Quaye przeszedł do saudyjskiego Al-Qadisiyah FC. W 1994 roku zdobył z nim Puchar Federacji Saudyjskiej oraz Azjatycki Puchar Zdobywców Pucharów. W 1995 roku wrócił do Hearts of Oak. W sezonie 1995/1996 sięgnął z nim po Puchar Ghany. W 1996 roku został zawodnikiem szwedzkiego klubu Umeå FC.
30 listopada 1997 Quaye zmarł, w dwa dni po tym, jak został uderzony na treningu swojej drużyny.

## Kariera reprezentacyjna
W reprezentacji Ghany Quaye zadebiutował w 1992 roku. W tym samym roku zdobył z kadrą olimpijską brązowy medal na Igrzyskach Olimpijskich w Barcelonie. W kadrze narodowej od 1992 do 1997 roku rozegrał 7 meczów.